# Роднодолинское сельское поселение
Роднодолинское се́льское поселе́ние — муниципальное образование в Москаленском районе Омской области Российской Федерации.
Административный центр — деревня Родная Долина.

## История
Статус и границы сельского поселения установлены Законом Омской области от 30 июля 2004 года № 548-ОЗ «О границах и статусе муниципальных образований Омской области».

## Население
| 2010  | 2011  | 2012  | 2013  | 2014  | 2015  | 2016  |
| ----- | ----- | ----- | ----- | ----- | ----- | ----- |
| 1928  | ↘1924 | →1924 | ↗1937 | ↗1952 | ↗1984 | ↗1988 |
| 2017  | 2018  | 2019  | 2020  | 2021  | 2023  |       |
| ↗2018 | ↘2013 | ↗2030 | ↘1997 | ↗2251 | ↗2272 |       |

## Состав сельского поселения
| № | Населённый пункт  | Тип населённого пункта          | Население |
| - | ----------------- | ------------------------------- | --------- |
| 1 | Гаркушино         | деревня                         | 43        |
| 2 | Грязновка         | деревня                         | ↗204      |
| 3 | Доброе Поле       | деревня                         | ↘451      |
| 4 | Миролюбовка       | деревня                         | ↘590      |
| 5 | Новоалександровка | деревня                         | ↘224      |
| 6 | Родная Долина     | деревня, административный центр | ↘416      |